# Heinrich Basedow der Jüngere
Heinrich Basedow (* 1. Januar 1896 in Berlin; † 12. April 1994 in Kiel) war ein deutscher Porträt-, Tier- und Blumenmaler sowie Holzbildhauer. Zur Unterscheidung von seinem gleichnamigen Vater, der ebenfalls bildender Künstler war, wird er Heinrich Basedow der Jüngere genannt. Er selbst nannte sich so erst nach dem Tode seines Vaters, zuvor führte er den Künstlernamen Heinz Basedow.

## Leben
Basedow hatte ersten Malunterricht bei seinem Vater. Ab 1915/1916, während des Ersten Weltkriegs, studierte er an der Großherzoglich-Sächsischen Kunstschule Weimar bei Robert Weise und wurde dann zur Kriegsmarine berufen. 
Nach Kriegsende kehrte er 1919 nach Weimar zurück, studierte bis 1921 am Bauhaus Weimar bei Lionel Feininger, Gerhard Marcks und Johannes Itten. Er wurde Anhänger der Neuen Sachlichkeit. Danach bildete er sich bis 1924 in Potsdam als Holzbildhauer aus. Von 1924 bis 1926 studierte er Theologie und Religionsphilosophie an der Friedrich-Wilhelms-Universität Berlin. Danach unternahm er mit seinem Freund Ernst Sander, einem Enkel Theodor Storms, eine dreimonatige Wanderung von Potsdam nach Köln.
Von 1924 bis 1936 war Basedow in Potsdam als freischaffender Maler tätig. Seit 1927 nahm er an Kunstausstellungen teil. Zum 1. April 1930 trat er in die NSDAP ein (Mitgliedsnummer 229.075), wurde Mitglied der SA und im April 1934 zum Sturmbannführer befördert. 1935 wurde er durch den Oberbürgermeister von Potsdam, Hans Friedrichs, zum Ratsherren berufen und war anschließend in dieser Funktion Beiratsmitglied des Städtischen Heimatmuseums.
Im Zweiten Weltkrieg diente er als Marineoffizier in Kiel. Dort lernte er den Maler Willi Langbein kennen. Nach dem Krieg, aus einem Kriegsgefangenenlager im Dezember 1946 entlassen, wohnte Heinrich Basedow eine Zeit lang bei ihm im Rönner Weg 45, dann bezog er eine Wohnung im Rönner Weg 37.
1947 wurde er in einem ersten Entnazifizierungsverfahren in die Gruppe der Belasteten (Kategorie III) eingeordnet, aber ein Jahr später, 1948, in einem zweiten Verfahren nach Einspruch und Vorlage mehrerer Affidavits per Spruchentscheidung als Mitläufer (Kategorie IV) gewertet.
Nach dem Krieg zeigte Basedow seine Werke 1969 in der Kunsthalle zu Kiel und 1986 im Schleswig-Holsteinischen Landesmuseum.
1978 sollte ihm der mit 10.000 DM dotierte Kulturpreis der Stadt Kiel verliehen werden. Nachdem aber seine Mitgliedschaften und Funktionen in der Zeit des Nationalsozialismus bekannt geworden waren, gab es erhebliche Proteste dagegen, die ihn dazu bewegten, auf die Verleihung zu verzichten.
Basedow gestaltete die Buntglasfenster, die Lichterkrone und andere Kunstwerke in der Waldkapelle „Zum ewigen Troste“ in Neuwühren.
Heinrich Basedow der Jüngere starb im Alter von 98 Jahren.
Im Gegensatz zum Vater, der die Bilder mit impressionistischem Temperament malte, schuf Heinrich Basedow der Jüngere seine kleinformatigen Werke mit der Akribie der Neuen Sachlichkeit und einer gewissen Naivität eines Laienkünstlers.

## Referenzen
- Heinrich Basedow d. J. In: Private Künstlernachlässe im Land Brandenburg. Abgerufen am 21. Januar 2018.
- Volker Oelschläger: Potsdamer Kunstgeschichte – Recherchen zum Maler Heinrich Basedow d. J. In: Märkische Allgemeine. Abgerufen am 21. Januar 2018.
- Stefan Tenner und Ingo Schumann: Maler und Nazi Heinrich Basedow der Jüngere: Recherche zur NS-Vergangenheit des Malers. In: Freies Radio Neumünster. Abgerufen am 12. Dezember 2018.